# Jinggangbjergene
Jinggangbjergene (kinesisk: 井冈山; pinyin: Jǐnggāngshān) er en bjergkæde i Luoxiao Shanmai (罗霄山), i de afsides grænseregioner Jiangxi og Hunan i Kina.
Bjergkæden ligger op til fire counties; Ninggang, Yongxing, Suichuan and Lingxian. Bjergene dækker 670 km² og har en gennemsnilig højde på 318,5 moh. Det højeste sted ligger 2120 m over havet.
Den består af  en række skævklædte parallelle højdedrag. Der findes ikke meget landbrug på i bjergkæden, og de fleste bosættelser findes lang foden af bjergene. Den største bosættelse ligger ved Ciping, hvor der findes fem landsbyer, hvis navne btyder Store Brønd, Lille Brønd, Mellem Brønd, Nedre Brøn og Øvre BRønd. Bjergkædens navn, "井冈山", betyder bogstavelig talt "Brønd-højderyg bjergene".